# Esprit

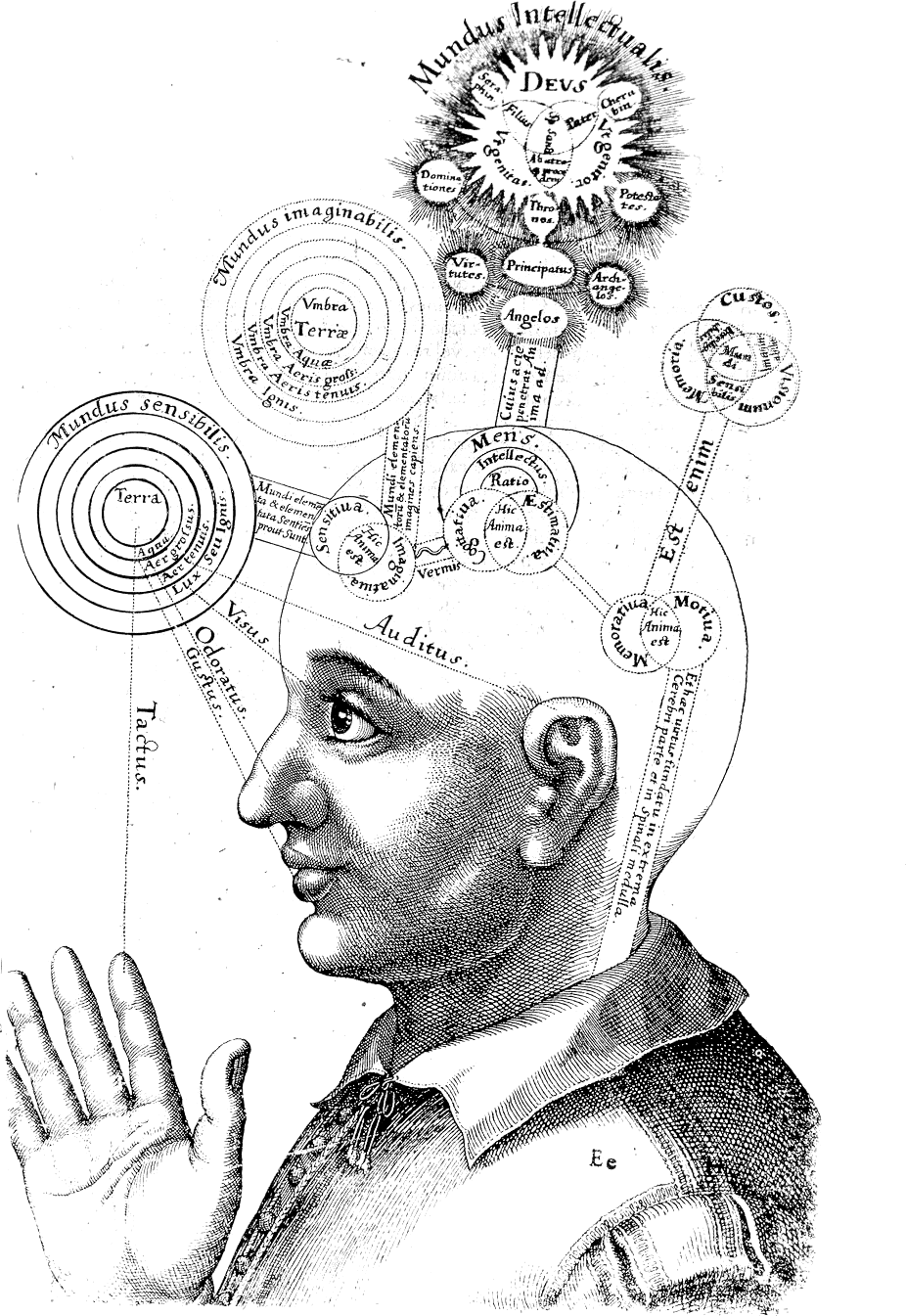
Représentation des facultés de l'esprit humain (de Robertus de Fluctibus, 1619)

Pour les articles homonymes, voir Esprit (homonymie).
L'esprit est un terme polysémique qui représente selon les croyances la totalité des phénomènes et des facultés mentales liées à la perception, l'affectivité, l'intuition, la pensée, le jugement, la morale, etc. Dans de nombreuses traditions religieuses, il s'agit aussi d'un principe de la vie incorporelle de l'être humain. En philosophie, la notion d'esprit est au cœur des traditions dites spiritualistes. On oppose en ce sens corps et esprit.
La notion d'esprit est plûtot associée à la conscience en philosophie et à l'âme dans certaines religions. En métaphysique et dans les religions, le mot esprit désigne normalement l'élément immatériel incarné en l'être humain. Par extension le mot esprit s'utilise aussi pour qualifier tous les êtres immatériels supposés doués d'intelligence : Dieu, les anges, les démons, etc. : voir esprit (surnaturel).
En psychologie, le mot esprit désigne les processus mentaux et activités mentales humaines, conscientes et non conscientes dont débouche la faculté de penser. Dans l'école psychanalytique, on lui préfér le terme plus neutre de psyché, afin de rejeté les connotations religieuses ou spiritualistes qu'il convoyait.
Depuis la fin du XXe siècle, sous l'influence des écrits anglophones, le mot esprit a retrouvé un usage plus fréquent comme traduction du terme mind. On retrouve, par exemple, l'expression dans le titre français d'un ouvrage de vulgarisation par Steven Pinker, Comment fonctionne l'esprit (en). Dans le langage ordinaire, le mot esprit renvoie non seulement à l'activité mentale mais aussi à certaines facultés ou dons intellectuels, particulièrement de vivacité, de finesse, d'humour.

## Origine
Le mot esprit vient du latin  spiritus (dérivé de spirare, « souffler ») qui signifie « souffle, vent ». Il a aussi notamment donné les mots « inspirer » (lat. inspirare) et « expirer » (lat. expirare). « Esprit », ou spiritus, est aussi la traduction du grec pneuma et de l'hébreu ruach.
Le mot « esprit » pouvait se donner à tout ce qui est fort subtil et très actif, on le retrouve donc dans des expressions de l'ancienne chimie comme esprit de vin (alcool) ou esprit de sel (acide chlorhydrique).
L'esprit peut aussi renvoyer au principe de la vie ou à l'âme individuelle. On ne rencontre plus désormais cette utilisation, reprise par Leibniz, que dans les discours théologiques voire mystiques.
« Les Esprits ou âmes raisonnables » sont « des images de la Divinité, ou de l'Auteur même de la nature ; ce qui fait que les Esprits sont capables d'entrer dans une manière de Société avec Dieu ... ».
Dans le langage philosophique contemporain, « esprit » peut être opposé à différentes notions :
- opposé à la matière, avec une distinction entre la pensée et l'objet de la pensée, la matière ; avec des analogies avec subjectif/objectif ou unicité/multitude dans certains rapports ;
- opposé à la nature par exemple dans la distinction liberté/nécessité ;
- opposé à la chair et à l'instinct de vie animale, on retrouve ici un sens proche de celui de Raison :

« La chair a des désirs contraires à ceux de l'esprit, et l'esprit en a de contraires à ceux de la chair ».

## L'Esprit dans les religions

### L'esprit dans le bouddhisme
Le bouddhisme (etre apres Ve siècle av. J.-C.)   nie l'existence de l'âme (considérée comme une illusion, voir l'article anatta), et insiste sur l'interdépendance profonde entre le corps et l'esprit. L'individu y est considéré comme un ensemble d'agrégats, dont le premier est le corps, accompagné de 4 autres concepts pouvant être rattachés à la notion d'esprit : les sensations, les perceptions, les formations volitionnelles et la conscience. Ces agrégats sont des processus impermanents et interdépendants, et non des objets immuables. L'esprit est lié au corps et n'en devient réellement indépendant que dans les états de méditation sublimés que sont les dhyānas en vue du nirvāna.
L'esprit est considéré, non pas comme un « fantôme dans la machine » (de Ryle après Descartes) du corps, mais comme un sixième sens (manas) en plus des cinq sens habituellement reconnus. Le bouddhisme n'est ni spiritualiste, ni matérialiste : l'esprit n'est pas une entité éternelle, mais ce n'est pas non plus un épiphénomène de la matière.[réf. souhaitée] Le cerveau n'est qu'une sorte de « terminal » qui opère l'interface entre l'esprit (immatériel) et le monde des cinq sens (matériel). Les expériences d'états modifiés de conscience, communes chez les méditants avancés, semblent confirmer cette conception. Ajahn Brahm explique :
Le sixième sens, le mental, est indépendant des cinq autres sens. En particulier, il est indépendant du cerveau. Si l'on effectuait une transplantation du cerveau entre vous et moi, que vous preniez mon cerveau et moi le vôtre, je serais toujours Ajahn Brahm et vous seriez toujours vous.
Le Dalaï-lama exprime une opinion semblable :
Le niveau [de conscience] le plus élevé échappe au support matériel. La conscience est indépendante des particules physiques.
Le fonctionnement fondamental de l'esprit et son conditionnement dans le saṃsāra sont décrits par la chaîne causale de la coproduction conditionnée. Certaines écoles, comme l'école Cittamātra, enseignent un aspect inconscient de l'esprit, l'Ālayavijñāna.

### L'esprit dans le christianisme
Dans sa première épître aux Thessaloniciens, Paul de Tarse prie pour que notre « être tout entier, l'esprit, l'âme et le corps » soit gardé sans reproche à l'Avènement du Seigneur (1Th 5, 23).
L'Église catholique enseigne que la distinction entre l'âme et l'esprit n'introduit pas une dualité dans l'âme. Au IXe siècle, lors du quatrième concile de Constantinople en 869, il y eut une controverse sur la relation entre l'âme et le corps. Le 11e canon de ce concile affirma l'unicité de l'âme.
C'est donc au IXe siècle que l'on formalise la distinction entre l'âme et l'esprit. L'esprit étant traditionnellement associé à la pensée et l'âme au sentiment, on considérait auparavant que l'homme pouvait avoir une nature multiple (corps, âme et esprit). Le christianisme affirma au contraire l'unité de la personne humaine (un de corps et d'âme) en niant l'existence de l'esprit, car il est confondu avec l'âme :
« L'unité de l'âme et du corps est si profonde que l'on doit considérer l'âme comme la forme du corps ; c'est-à-dire, c'est grâce à l'âme spirituelle que le corps constitué de matière est un corps humain et vivant ; l'esprit et la matière, dans l'homme, ne sont pas deux natures unies, mais leur union forme une unique nature. »
L'Église catholique romaine a donc cherché à approfondir le sens des termes, ce qui n'est pas allé sans controverse entre l'Église de Rome et les Églises d'orient.
Dans le catéchisme de l'Église catholique, la notion d'âme est attachée à un individu (unité de la personne humaine et de l'âme), tandis que l'esprit est considéré aussi sous un angle collectif :
« L'héritage sacré de la foi (depositum fidei), contenu dans la Sainte Tradition et dans l'Écriture Sainte a été confié par les apôtres à l'ensemble de l'Église. En s'attachant à lui, le peuple saint tout entier uni à ses pasteurs reste assidûment fidèle à l'enseignement des apôtres et à la communion fraternelle, à la fraction du pain et aux prières, si bien que, dans le maintien, la pratique et la confession de la foi transmise, s'établit, entre pasteurs et fidèles, une singulière unité d'esprit. »
Ceci est particulièrement bien révélé dans l'introduction de l'encyclique Fides et ratio :
« La foi et la raison sont comme les deux ailes qui permettent à l'esprit humain de s'élever vers la contemplation de la vérité. C'est Dieu qui a mis au cœur de l'homme le désir de connaître la vérité et, au terme, de Le connaître lui-même afin que, Le connaissant et L'aimant, il puisse atteindre la pleine vérité sur lui-même. »
Le mot « esprit », avec une minuscule (donc celui de l'homme), apparaît très souvent dans cette encyclique, alors que le mot « âme » n'apparait qu'à cinq reprises.
Le mot Esprit écrit avec une majuscule, ou figurant dans les appellations Esprit de vérité, Esprit d'adoption… (toujours avec une majuscule) désigne le Saint-Esprit.

### L'esprit dans la kabbale
La mystique juive, depuis le IIe siècle, considère que l'homme possède, en plus du corps physique, plusieurs âmes. Les néo-platoniciens juifs Abraham ibn Ezra (vers 1150) et Abraham bar Hiyya Hanassi distinguent trois parties : nêfesh, ru'ah, neshamah ; les kabbalistes ajoutent hayyah, yehidah. Les cinq noms de l'âme sont, dans un ordre ascendant : la nêfesh (« vitalité », « double corporel »), le ru'ah (« souffle », la « personnalité », l’anima), la neshamah (« le parfum divin », « âme supérieure », « étincelle divine », « spiritus »), la hayyah (« vie divine », équivalent de la Bouddhi) et la yehidah (« union », « unicité », principe indivisible d'individualité). Si on groupe en un acronyme les initiales de chacun de ces termes on obtient le mot naran-hai, (« le Feu Vivant »). C'est la doctrine du kabbaliste Isaac Louria, vers 1570, à Safed.

## L'esprit dans les philosophies

### Philosophie occidentale classique
Au XVIIe siècle, Descartes sépare le corps de l'esprit (qu'il identifie à l'âme) en un dualisme : le corps est une substance étendue et relève de la mécanique (d'où la théorie des animaux-machines), tandis que l'âme est une substance pensante. En tant que passif, l'esprit est intellect ; en tant qu'actif, il est volonté. L'unité des deux reste un problème épineux, et Descartes voit dans la glande pinéale le lieu de communication entre les deux. Plus simplement, Descartes décompose l'esprit en 3 composants : la pensée, l'imagination et la mémoire.
A contrario, les tenants du matérialisme philosophique refusent l'existence d'un principe immatériel et l'esprit est conçu comme la manifestation de phénomènes physiologiques régis par les lois de la physique : « le cerveau sécrète la pensée comme le foie sécrète la bile » (Pierre-Jean-Georges Cabanis, 1802).

### Philosophie de l'esprit contemporaine
La généralisation du paradigme moniste naturaliste dans les sciences de l'esprit, aujourd'hui connues sous le nom de sciences cognitives, conduit souvent aujourd'hui à mettre entre le cerveau et l'esprit le même type de rapport qu'entre le matériel (« hardware ») et le logiciel (« software ») en informatique.
Cette thèse dite de la métaphore du cerveau-ordinateur connait aussi ses adversaires, ceux qui refusent de ne voir dans l'esprit qu'un épiphénomène de la neurobiologie, s'opposant à l'optimisme de ceux pour lesquels, le champ de « ce qui reste à expliquer dans le fonctionnement de l'esprit » est fini et se rétrécit d'année en année (voir infra).

### Philosophie spirite
Le spiritisme se définit comme une philosophie spiritualiste et accorde une place essentielle à la notion d'esprit. Pour cette doctrine, l'esprit est le principe intelligent de l'univers, dont la véritable nature reste à découvrir. Dans le sens de la doctrine spirite, les Esprits sont les êtres intelligents de la création, qui peuplent l'univers en dehors du monde matériel, et qui constituent le monde invisible. Ce ne sont point des êtres d'une création particulière, mais les âmes de ceux qui ont vécu sur la terre ou dans les autres sphères, et qui ont quitté leur enveloppe corporelle.

## L'esprit dans les sciences
Par étymologie, la psychologie est la science de l'esprit. Mais face aux connotations religieuses et mystiques du mot, le discours scientifique a préféré utiliser des termes plus neutres comme ceux de facultés ou processus mentaux ou encore psyché (notamment dans les approches d'inspiration psychanalytique) ou cognition. Dans les sciences cognitives contemporaines, le terme cognition ne renvoie pas seulement aux facultés de connaissance et d'intelligence de la pensée mais bien à l'ensemble des processus psychologiques à l'œuvre dans l'esprit humain (et non humain), incluant la perception, la motivation, la décision ou les émotions…
Le terme esprit a retrouvé une nouvelle jeunesse dans les écrits scientifiques francophones comme traduction du mot anglais mind. En effet, on le retrouve dès 1983 utilisé dans la traduction du livre du philosophe Jerry Fodor, La Modularité de l'esprit (The Modularity of Mind) et dans les expressions suivantes :
- La philosophie de l'esprit, la branche de la philosophie contemporaine qui s'intéresse aux problèmes posés par les concepts d'esprit, d'états mentaux, la conscience, etc. (cf supra)
- La théorie de l'esprit est une faculté psychologique présente chez un nombre très restreint d'espèces animales, voire, selon certains chercheurs, spécifique à l'homme qui permet à un individu de comprendre les états mentaux (croyances et intentions) d'un autre individu.
- La Société de l'esprit est le titre d'un livre de Marvin Minsky dans lequel ce dernier propose d'analyser la cognition humaine comme un phénomène holistique, émergeant de l'interaction d'un très grand nombre d'agents eux-mêmes inintelligents.
- La notion d'écologie de l'esprit a été développée par l'anthropologue Gregory Bateson dans son livre écologie de l'esprit et peut être mise en parallèle avec celle d'écologie de la conscience du neuropsychologue Gerald Edelman[18].

#### Concepts
- Âme
- Conscience
- Esprit étendu
- Esprit (surnaturel) : les « esprits » (démons, âmes désincarnées...)
- Liste des concepts de la philosophie
- Matière
- Méditation Maîtrise de l'esprit
- Pensée
- Qualia
- Substance

#### Interprétations et prolongements
- Cognitivisme
- Esprit Saint
- Non-conformistes des années 30
- Philosophie de l'esprit
- Problème corps-esprit
- Sciences cognitives
- Spiritualisme
- Spiritualité